# Bunuri mobile clasate în patrimoniul cultural național al României
Acestă listă conține bunurile mobile din domeniul documente clasate în Patrimoniul cultural național al României. Datorită dimensiunii, lista a fost divizată după 3 criterii:
- județul în care se află opera (respectiv țara, pentru cele din afara României)
- domeniul
- categoria de importanță a operei (tezaur sau fond)

Puteți naviga prin liste folosind tabelele de mai jos sau puteți căuta o operă folosind formularul de căutare.
| Aflate în România | Aflate în România | Aflate în România | Aflate în România | Aflate în România        | Aflate în România | Aflate în România | Aflate în România | Aflate în România | Aflate în România | Aflate în România | Aflate în România  |
| Județ/Domeniu     | Arheologie        | Artă decorativă   | Artă plastică     | Carte veche și manuscris | Documente         | Etnografie        | Istorie           | Medalistică       | Numismatică       | Științele naturii | Știință și tehnică |
| ----------------- | ----------------- | ----------------- | ----------------- | ------------------------ | ----------------- | ----------------- | ----------------- | ----------------- | ----------------- | ----------------- | ------------------ |
| Alba              | tezaur fond       | tezaur fond       | tezaur fond       | tezaur fond              | tezaur fond       | tezaur fond       | tezaur fond       |                   | tezaur fond       |                   | tezaur fond        |
| Arad              | tezaur fond       | tezaur fond       | tezaur fond       | tezaur fond              |                   | tezaur fond       | tezaur fond       | tezaur fond       | tezaur fond       | tezaur fond       | tezaur fond        |
| Argeș             | tezaur fond       | tezaur fond       | tezaur fond       |                          | tezaur fond       | tezaur fond       | tezaur fond       |                   | tezaur fond       | tezaur fond       |                    |
| Bacău             | tezaur fond       | tezaur fond       | tezaur fond       |                          |                   |                   | tezaur fond       |                   |                   |                   |                    |
| Bihor             | tezaur fond       | tezaur fond       | tezaur fond       | tezaur fond              |                   | tezaur fond       |                   |                   | tezaur fond       | tezaur fond       | tezaur fond        |
| Bistrița-Năsăud   | tezaur fond       |                   |                   | tezaur fond              |                   | tezaur fond       |                   |                   |                   | tezaur fond       |                    |
| Botoșani          | tezaur fond       | tezaur fond       | tezaur fond       |                          | tezaur fond       | tezaur fond       | tezaur fond       | tezaur fond       |                   | tezaur fond       |                    |
| Brașov            | tezaur fond       | tezaur fond       | tezaur fond       | tezaur fond              | tezaur fond       | tezaur fond       | tezaur fond       |                   | tezaur fond       |                   | tezaur fond        |
| Brăila            | tezaur fond       | tezaur fond       | tezaur fond       | tezaur fond              | tezaur fond       | tezaur fond       | tezaur fond       |                   | tezaur fond       | tezaur fond       | tezaur fond        |
| București         | tezaur fond       | tezaur fond       | tezaur fond       | tezaur fond              | tezaur fond       | tezaur fond       | tezaur fond       | tezaur fond       | tezaur fond       | tezaur fond       | tezaur fond        |
| Buzău             | tezaur fond       |                   | tezaur fond       | tezaur fond              |                   |                   |                   |                   | tezaur fond       | tezaur fond       | tezaur fond        |
| Caraș-Severin     | tezaur fond       |                   |                   |                          | tezaur fond       | tezaur fond       |                   |                   |                   |                   | tezaur fond        |
| Cluj              | tezaur fond       | tezaur fond       | tezaur fond       | tezaur fond              | tezaur fond       | tezaur fond       | tezaur fond       | tezaur fond       | tezaur fond       | tezaur fond       | tezaur fond        |
| Constanța         | tezaur fond       |                   | tezaur fond       | tezaur fond              |                   | tezaur fond       |                   | tezaur fond       | tezaur fond       |                   | tezaur fond        |
| Covasna           | tezaur fond       | tezaur fond       | tezaur fond       | tezaur fond              |                   | tezaur fond       | tezaur fond       |                   | tezaur fond       | tezaur fond       |                    |
| Călărași          | tezaur fond       |                   |                   |                          |                   | tezaur fond       |                   |                   | tezaur fond       |                   |                    |
| Dolj              | tezaur fond       |                   | tezaur fond       |                          |                   | tezaur fond       | tezaur fond       |                   | tezaur fond       | tezaur fond       |                    |
| Dâmbovița         | tezaur fond       | tezaur fond       | tezaur fond       | tezaur fond              |                   | tezaur fond       |                   |                   |                   |                   |                    |
| Galați            | tezaur fond       |                   | tezaur fond       |                          |                   | tezaur fond       | tezaur fond       |                   | tezaur fond       | tezaur fond       |                    |
| Giurgiu           | tezaur fond       | tezaur fond       | tezaur fond       |                          |                   |                   | tezaur fond       |                   |                   |                   |                    |
| Gorj              | tezaur fond       |                   | tezaur fond       | tezaur fond              |                   |                   |                   |                   | tezaur fond       |                   |                    |
| Hunedoara         | tezaur fond       | tezaur fond       | tezaur fond       | tezaur fond              |                   | tezaur fond       | tezaur fond       |                   | tezaur fond       | tezaur fond       | tezaur fond        |
| Ialomița          | tezaur fond       |                   |                   |                          |                   |                   | tezaur fond       |                   |                   |                   | tezaur fond        |
| Iași              | tezaur fond       | tezaur fond       | tezaur fond       | tezaur fond              | tezaur fond       | tezaur fond       | tezaur fond       | tezaur fond       | tezaur fond       |                   | tezaur fond        |
| Ilfov             |                   | tezaur fond       | tezaur fond       |                          |                   |                   |                   |                   |                   |                   |                    |
| Maramureș         | tezaur fond       |                   | tezaur fond       | tezaur fond              | tezaur fond       | tezaur fond       | tezaur fond       |                   |                   | tezaur fond       | tezaur fond        |
| Mehedinți         | tezaur fond       |                   |                   |                          |                   | tezaur fond       |                   |                   |                   | tezaur fond       |                    |
| Mureș             | tezaur fond       | tezaur fond       | tezaur fond       | tezaur fond              | tezaur fond       | tezaur fond       |                   |                   |                   | tezaur fond       |                    |
| Neamț             | tezaur fond       |                   | tezaur fond       |                          | tezaur fond       | tezaur fond       | tezaur fond       | tezaur fond       | tezaur fond       | tezaur fond       |                    |
| Olt               | tezaur fond       |                   |                   |                          |                   |                   |                   |                   | tezaur fond       |                   |                    |
| Prahova           | tezaur fond       | tezaur fond       | tezaur fond       | tezaur fond              | tezaur fond       | tezaur fond       | tezaur fond       | tezaur fond       | tezaur fond       |                   | tezaur fond        |
| Satu Mare         | tezaur fond       | tezaur fond       | tezaur fond       | tezaur fond              | tezaur fond       | tezaur fond       | tezaur fond       | tezaur fond       | tezaur fond       |                   |                    |
| Sibiu             | tezaur fond       | tezaur fond       | tezaur fond       | tezaur fond              |                   | tezaur fond       | tezaur fond       | tezaur fond       | tezaur fond       | tezaur fond       | tezaur fond        |
| Suceava           | tezaur fond       | tezaur fond       | tezaur fond       | tezaur fond              | tezaur fond       | tezaur fond       | tezaur fond       | tezaur fond       | tezaur fond       | tezaur fond       |                    |
| Sălaj             | tezaur fond       |                   | tezaur fond       |                          |                   | tezaur fond       |                   |                   | tezaur fond       |                   |                    |
| Teleorman         | tezaur fond       |                   |                   |                          | tezaur fond       | tezaur fond       |                   |                   | tezaur fond       |                   |                    |
| Timiș             | tezaur fond       | tezaur fond       | tezaur fond       |                          | tezaur fond       | tezaur fond       | tezaur fond       | tezaur fond       | tezaur fond       |                   | tezaur fond        |
| Tulcea            | tezaur fond       |                   | tezaur fond       | tezaur fond              |                   | tezaur fond       |                   |                   |                   |                   | tezaur fond        |
| Vaslui            | tezaur fond       | tezaur fond       | tezaur fond       | tezaur fond              | tezaur fond       |                   | tezaur fond       |                   | tezaur fond       | tezaur fond       |                    |
| Vrancea           | tezaur fond       | tezaur fond       | tezaur fond       | tezaur fond              |                   | tezaur fond       | tezaur fond       |                   | tezaur fond       | tezaur fond       |                    |
| Vâlcea            | tezaur fond       | tezaur fond       | tezaur fond       |                          |                   |                   |                   |                   |                   |                   |                    |

| Aflate în afara României   | Aflate în afara României | Aflate în afara României | Aflate în afara României | Aflate în afara României | Aflate în afara României |
| Județ/Domeniu              | Arheologie               | Artă decorativă          | Artă plastică            | Medalistică              | Știință și tehnică       |
| -------------------------- | ------------------------ | ------------------------ | ------------------------ | ------------------------ | ------------------------ |
| Anglia                     |                          |                          |                          |                          | fond                     |
| Elveția                    |                          |                          | fond                     |                          |                          |
| Germania                   |                          |                          | fond                     | tezaur                   |                          |
| Iordania                   |                          |                          | fond                     |                          |                          |
| Israel                     |                          | tezaur                   |                          |                          |                          |
| Italia                     |                          |                          | tezaur                   |                          |                          |
| Monaco                     |                          |                          | fond                     |                          |                          |
| Serbia                     |                          |                          | fond                     |                          |                          |
| Statele Unite ale Americii | tezaur                   |                          | fond                     |                          |                          |
| Ungaria                    |                          | tezaur                   |                          |                          |                          |